# Alicja Śliwicka
Alicia Sliwicka (en polonais : Alicja Śliwicka', née le 1er septembre 2001 à Swiecie, en Pologne) est une joueuse d'échecs polonaise.

## Carrière aux échecs
Alicia Śliwicka participe à plusieurs reprises aux championnats de Pologne d'échecs de la jeunesse dans différentes catégories d'âge chez les filles, où elle remporte cinq médailles :
- médaille d'or en 2015 dans la catégorie des filles de moins de 14 ans,
- trois médailles d'argent, en 2009 dans la catégorie des filles de moins de 8 ans, en 2011 dans la catégorie des filles de moins de 10 ans, et en 2013 dans la catégorie des filles de moins de 12 ans,
- une médaille de bronze en 2007 dans la catégorie des filles de moins de 7 ans.

Sliwicka représente la Pologne à plusieurs reprises lors des championnats d'Europe d'échecs de la jeunesse et aux championnats du monde d'échecs de la jeunesse dans différentes catégories d'âge, où elle remporte trois médailles: 
- 2 médailles d'or en 2011, au championnat d'Europe d'échecs de la jeunesse dans la catégorie d'âge des filles de moins de 10 ans ; et en 2019, au championnat d'Europe d'échecs de la jeunesse  dans la catégorie d'âge des filles de moins de 18 ans[1]
- une médaille d'argent, obtenue en 2015, lors du championnat du monde d'échecs de la jeunesse dans la catégorie d'âge des filles de moins de 14 ans .

En 2010, à Varsovie, Alicia Śliwicka remporte le championnat d'Europe d'échecs de la jeunesse en blitz  dans la catégorie d'âge des filles de moins de 10 ans.
En 2018, elle reçoit le titre de maître international féminin.

## Compétitions par équipe
Alicia Śliwicka participe à trois reprises aux championnats d'Europe d'échecs des nations dans la catégorie d'âge des filles de moins de 18 ans, de 2015 à 2017, où elle remporte des médailles d'argent (en 2016) et de bronze (en 2015) dans le classement par équipe, ainsi que deux médailles de bronze (en 2015 et 2016) pour ses prestations individuelles.